# Dryopteris tenuicula
Dryopteris tenuicula är en träjonväxtart som beskrevs av Matthew och Hermann Christ.
Dryopteris tenuicula ingår i släktet Dryopteris och familjen Dryopteridaceae. Inga underarter finns listade i Catalogue of Life.